# Beihdja Rahal
Pour les articles homonymes, voir Rahal.
Beihdja Rahal (en arabe : بهجة رحال) (née le 8 juillet 1962 à Alger) est une musicienne et interprète algérienne de musique arabo-andalouse,

## Biographie
Beihdja Rahal est une musicienne et interprète soliste de la musique arabo-andalouse née à El-Biar, un quartier d'Alger en 1962. Elle a vécu d'abord en Algérie et depuis 1992 en France[1].
Après avoir commencé sa formation artistique en 1974 au conservatoire d’Alger sous l’enseignement de Mohamed Khaznadji, Abderrezak Fakhardji et Zoubir Karkachi, Beihdja Rahal a fait ses premiers pas en 1982 en tant que musicienne et interprète au sein de l’orchestre El Fakhardjia pendant 3 ans[2].
Elle devient également membre fondateur, chanteuse soliste et professeur de musique andalouse au sein de l’orchestre Essoundoussia[2], cette association obtient le premier prix au Printemps Musical d'Alger en 1987 et 1988[3]. En 1993, elle crée son propre orchestre à Paris[2].
Beihdja Rahal a enregistré les douze noubas (modes) existant dans la musique çanâa (école d'Alger de la musique arabo-andalouse)[2], entamée en 1995[1].
En 1996, le magazine culturel Télérama lui décerne 3 clés sur 4 pour son album "Nouba Zidane". En 2002, elle figure parmi «Les 100 qui font bouger l'Algérie» par la revue L'Express. En 2006, elle obtient le prix «Mahfoud Boucebci» pour ses travaux de recherche et de sauvegarde du patrimoine musical andalou[4]. En 2008, elle figure parmi «Les 50 personnalités qui font l'Algérie» par la revue Jeune Afrique[5].
En 2019, l'office national des droits d'auteur et des droits voisins O.N.D.A. lui rend hommage en éditant un coffret intitulé "Beihdja Rahal, un Maître au féminin", ce coffret englobe les 27 albums enregistrés depuis 1995.
Beihdja Rahal donne des cours à Paris à des enfants avec l'ELCO (Enseignement de la langue et culture d'origine) et à des adultes au sein de l'association Rythmeharmonie. Elle donne également des Master class dans differentes regions de France et également en Algérie à l'Academie Internationale de Musique et des Arts.
Beihdja Rahal a coédité des ouvrages relatifs à la musique arabo-andalouse: La plume, la voix et le plectre paru en 2008 et La joie des âmes dans la splendeur des paradis andalous, en 2010[7]. Selon elle, ce travail d'écriture consiste à apporter des éclairages, des explications quant à la poésie et à la musique andalouse[7].
Kamel Bouchama, écrivain, ambassadeur et ancien ministre, lui consacre un livre intitulé "Beihdja Rahal, la félicité du répertoire andalou". Dans cet ouvrage il met en valeur une Dame, une artiste hors pair qui donne à la musique andalouse sa véritable place dans le patrimoine culturel algérien.

## Carrière professionnelle
- Conservatoire d'Alger. Professeurs: Zoubir Karkachi, Mohamed Khaznadji, et Abderezak Fakhardji  (1974-1981)[4]
- Musicienne et interprète au sein de l’Association artistique et culturelle El-Fakhardjia (1982-1985)[2]
- Membre fondateur de l’Association musicale Es-Sendoussia et professeur de musique dans celle-ci (1986-1992)[2]
- Création de l'orchestre «EL Beihdja» à Paris (1993)
- Figure parmi "Les 100 qui font bouger l'Algérie" (2002, revue L'Express)
- Prix "Mahfoud Boucebci" pour travaux de recherche et de sauvegarde du patrimoine musical andalou (2006)
- Figure parmi les "50 personnalités qui font l'Algérie" (2008, revue Jeune Afrique)

## Activités artistiques
À ce jour, elle a enregistré 30 albums:
1. Nouba Zidane 1[5], 1995, Editions MED. (en Algérie Editions CADIC, disponible en K7)
2. Nouba Mezmoum 1, 1997, Editions MED. (en Algérie Editions CADIC, disponible en K7)
3. Nouba Rasd 1, 1999, Editions MED
4. Nouba Dil 1, 2001, Editions Club du Disque Arabe. (en Algérie Editions CADIC)
5. Nouba Ghrib 1, 2001, Editions DISQUES DOM. (en Algérie Editions CADIC)
6. Nouba Maya, 2002, en Algérie Editions CADIC
7. Nouba Raml 1, 2002, en Algérie Editions LAZER Production
8. Nouba H'sine, 2002, Editions INEDIT. (en Algérie Editions CADIC)
9. Nouba Rasd eddil, 2003, en Algérie Editions CADIC
10. Nouba Raml el maya, 2003, Editions SUNSET-FRANCE-Playasound. (en Algérie Editions CADIC)
11. Nouba Sika 1, 2003, en Algérie Editions CADIC
12. Nouba M'djenba[6], 2004, en Algérie Editions CADIC
13. Nouba Mezmoum 2, 2004[7], en Algérie Editions CADIC
14. Nouba Rasd 2[8], 2005, en Algérie Editions CADIC.
15. Nouba Zidane 2[8], 2006, Editions INEDIT. (en Algérie Editions CADIC)
16. Poésiades, 2007, Editions AIR MAIL MUSIC. (en Algérie Editions CADIC)
17. Nouba Raml 2[9], 2008, en Algérie Editions BELDA
18. Nouba Sika 2[9], 2009, en Algérie Editions BELDA
19. Nouba Ghrib 2[9], 2010, en Algérie Editions BELDA.
20. Nouba Dil 2[9], 2011, en Algérie Editions BELDA.
21. Nouba Hsine 2[9], 2012, en Algérie Editions BELDA.
22. Nouba Maya 2[9], 2013, en Algérie Editions BELDA.
23. Nouba M'djenba 2[10], 2014, en Algérie Editions BELDA.
24. Nouba Raml el maya 2[10], 2015, en Algérie Editions PADIDOU.
25. Nouba Rasd eddil 2[10], 2016, en Algérie Editions OSTOWANA.
26. Nouba Mezdj Ghrib-Zidane[10], 2017, en Algérie Editions OSTOWANA.
27. Nouba Mezdj Maya-Rasd eddil[10], 2018, en Algérie Editions OSTOWANA.
28. Nouba Mezdj Raml el maya-Raml[10], 2022, en Algérie Editions OSTOWANA.
29. Nouba Mezdj Dil-Mdjenba, 2023, en Algérie Editions OSTOWANA.
30. Nouba Mezdj Mezmoum-Rasd, Décembre 2024, en Algérie Editions OSTOWANA.

Un double album (Spécial Algérie - Sur un air de nouba, Beihdja Rahal) édité par l'Institut du monde arabe de Paris, éditions «IMA & Harmonia Mundi», 2011.
1. Nouba M'djenba 1
2. Nouba Mezmoum 2

En plus de ces 30 albums, Beihdja Rahal a enregistré 4 CD avec l'ensemble Es-Sendoussia entre 1988 et 1991; CD disponibles seulement en France, Collection Florilège Andalou:
1. Aroubi, Tassili Music
2. Nouba Dil, Tassili Music
3. Nouba Raml, Tassili Music
4. Nouba Ghrib, Tassili Music.

## Ouvrages
- Saadane Benbabaali et Beihdja Rahal, La plume, la voix et le plectre, 2008, Éditions Barzakh[3].
- Saadane Benbabaali et Beihdja Rahal, La joie des âmes dans la splendeur des paradis andalous, 2010, Éditions ANEP[3].
- Kamel Bouchama, Beihdja Rahal, la félicité du répertoire andalou, 2018, Éditions ENAG[12].